# Vrhaveč
Vrhaveč là một làng thuộc huyện Klatovy, vùng Plzeňský, Cộng hòa Séc.

## Tập ảnh

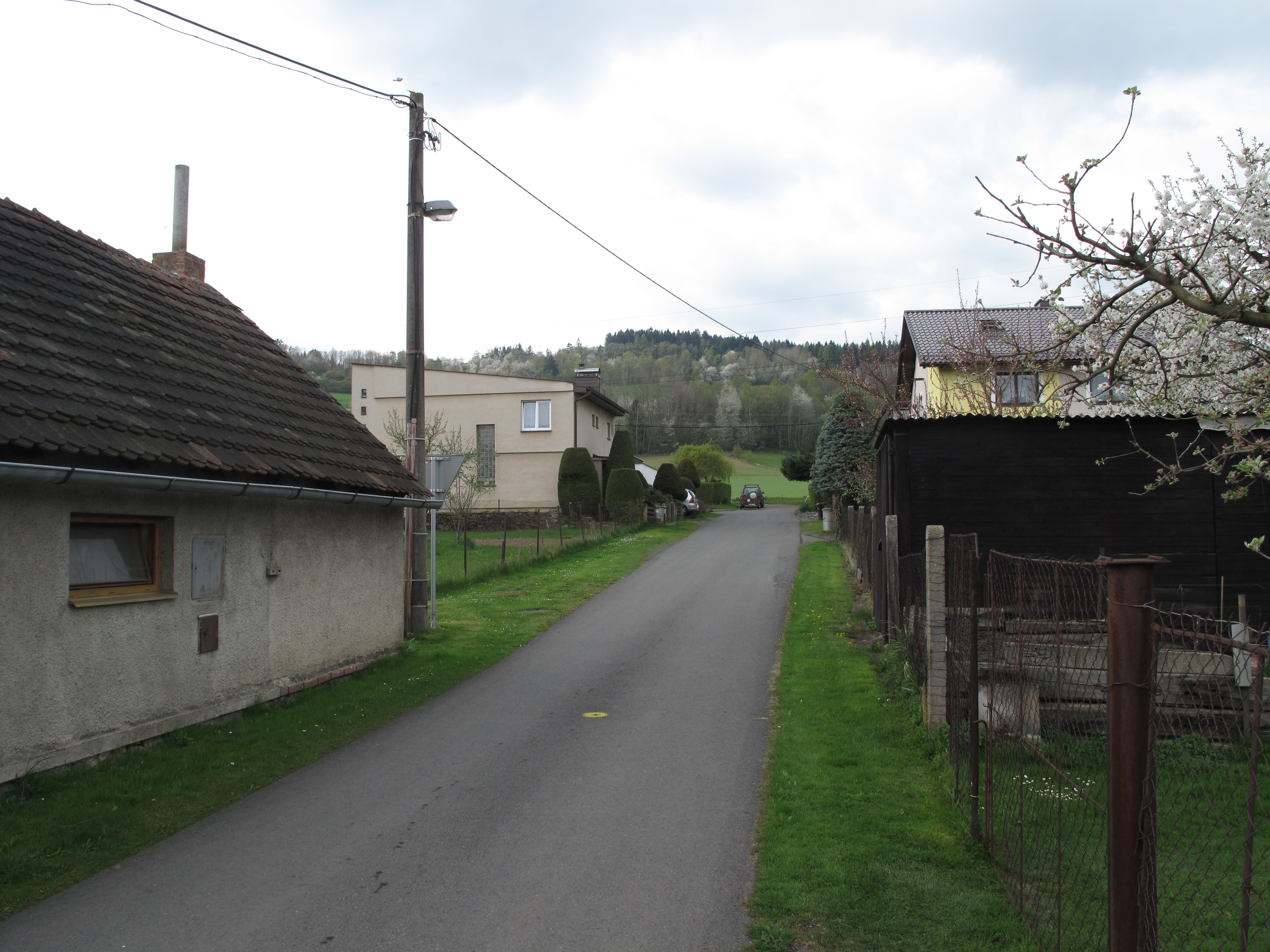
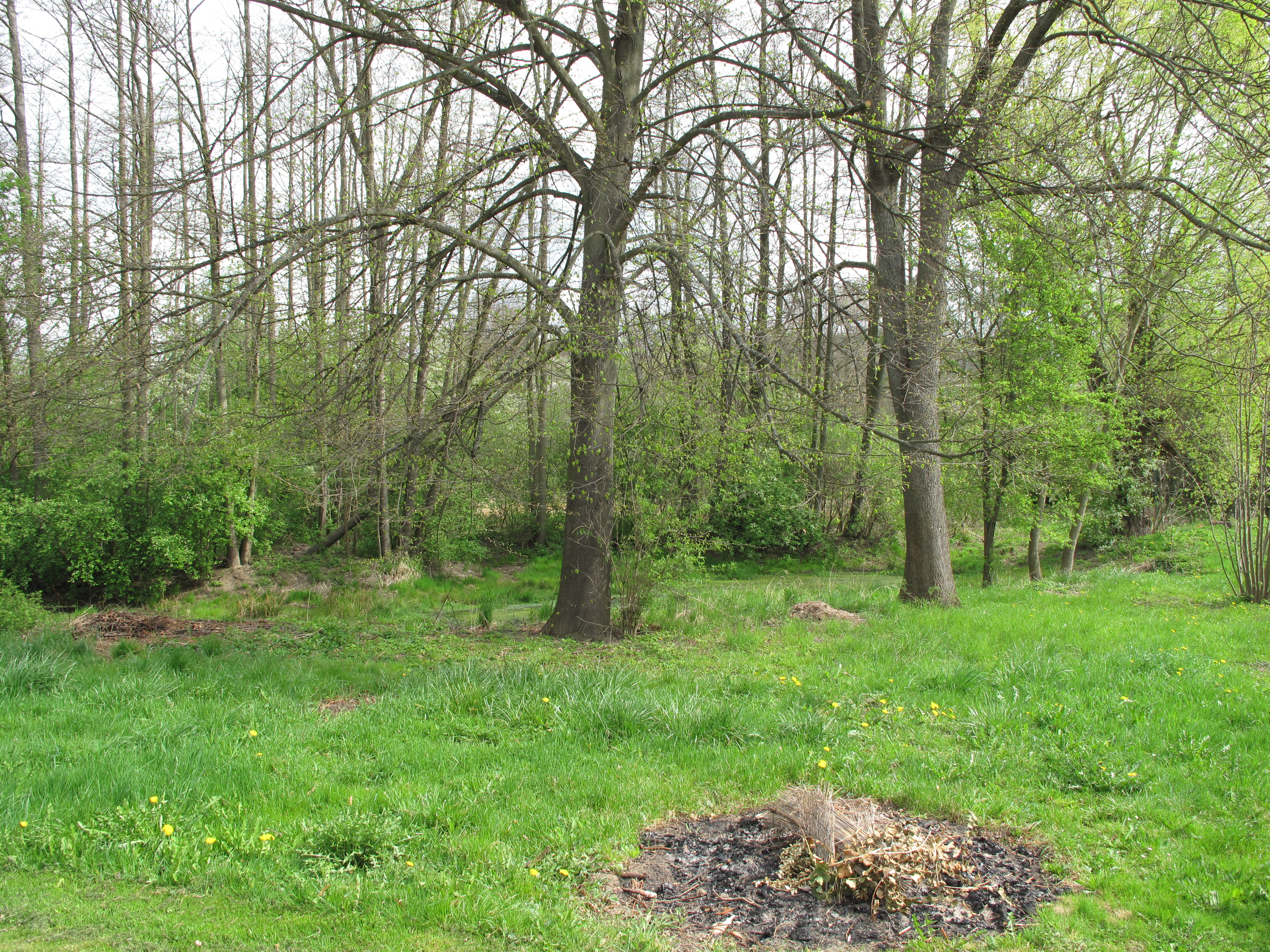
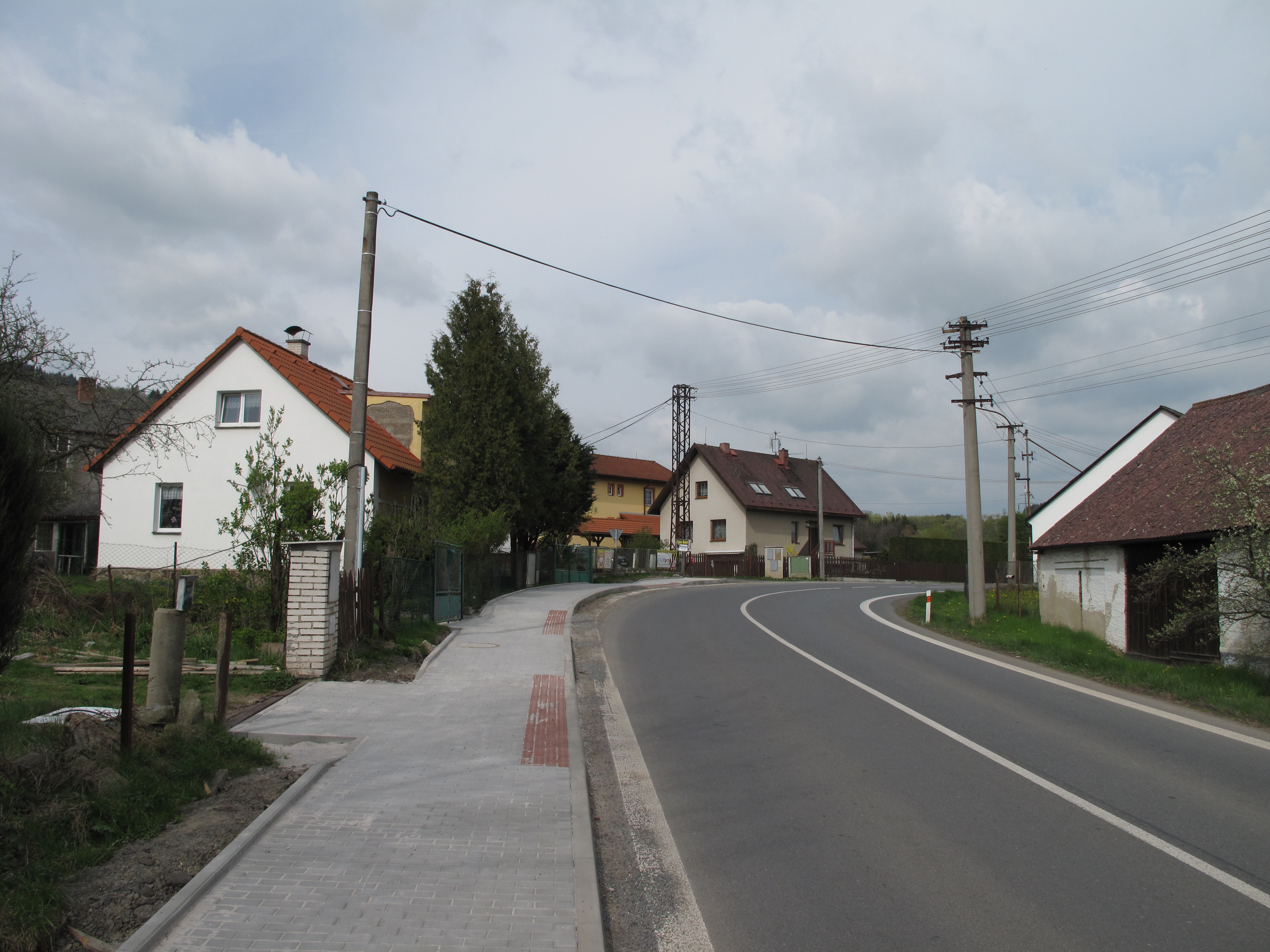